# Giuseppe Pistocchi
Giuseppe Pistocchi (Faenza, 12 gennaio 1744 – Faenza, 20 agosto 1814) è stato un architetto italiano neoclassico.

## Biografia
Giuseppe Pistocchi, apparteneva a una famiglia di artigiani. Era figlio di Antonio, stuccatore e decoratore a finto marmo, nativo di Meldola, e di Maria Maddalena Zotti.  Due suoi fratelli, Luigi e Lodovico, divennero pittori. Fu mandato a bottega dall'architetto di Faenza Carlo Boschi, detto Carloncino. A Roma, dal 1762, lavorò presso Carlo Murena ed entrò in contatto con artisti francesi dell'Accademia di Francia.
Tornato a Faenza, nel 1766, diresse i lavori per la costruzione dell'Oratorio della Confraternita di San Matteo e, nel 1767-1768, ricostruì l'altare maggiore del Duomo.  
Nel 1774 si occupò del restauro del Palazzo Apostolico di Pesaro e in questa città completò la facciata di Santa Maria degli Angeli e il restauro della chiesa di Sant'Agostino. Si occupò anche del trasporto della statua di papa Urbano VIII, dalla piazza Grande alla piazzetta di Sant'Ubaldo, ed ottenne la nomina a ingegnere e architetto dei Beni camerali in Romagna. 
A Faenza, nel 1775, ha progettato il Palazzo Bandini-Spada, gravemente danneggiato durante la Seconda Guerra e poi abbattuto. Dal 1780 al 1782 ha completato la cupola ellittica del Duomo di Ravenna.
Aderendo allo stile neoclassico, dal 1780 al 1787 ha diretto la costruzione del teatro Comunale Masini di Faenza. Nel 1785, per la realizzazione della galleria dei Cento Pacifici, ha disegnato un esterno con nove arcate al pianterreno e nove al piano superiore, seguendo il modulo adottato nella parte frontale del teatro; ma per l'interno ha chiamato Antonio Trentanove a realizzare una ricca decorazione, sotto la volta affrescata da Serafino Barozzi. 

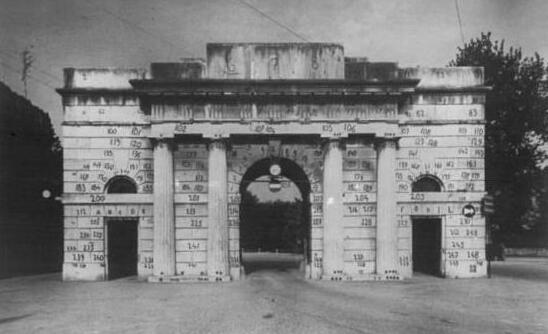
Mantova, Porta Pradella, con i conci numerati per lo smontaggio

### Altre realizzazioni
Nel 1789 presentò al concorso per il nuovo teatro La Fenice di Venezia un progetto con platea a gradinate e un'ulteriore loggia aggiunta; ma non vinse il concorso e i suoi disegni andarono perduti.
Pistocchi si avvicinò agli ideali giacobini e finì in carcere. Con la Repubblica Cisalpina ebbe la carica di ingegnere idraulico del canale Naviglio e di ispettore generale delle caserme del Dipartimento del Rubicone. 
Lavorava alla realizzazione del neoclassico palazzo Milzetti, ma nel 1797 fu sostituito da Giovanni Antonio Antolini. Tra i due architetti nacque un forte dissidio.
Nel 1798 Pistocchi fu chiamato a Milano, come architetto dei Quartieri militari. Disegnò progetti per Piazza Duomo ed eseguì il visionario progetto della colonna commemorativa della battaglia di Marengo. 
A Mantova, come ispettore dei Palazzi reali, progettò porta Pradella e un palazzo sul corso di questa porta (1800-1802). 
Tornato in Romagna, nel 1802 disegnò un moderno porto a Ravenna, il cimitero comunale di Faenza (1806-08) e la ricostruzione degli interni della rocca di Imola (1805-1810). Negli ultimi anni, a Milano, disegnò progetti per la porta Marengo (1802-1813), la porta Sempione (1808), la porta Orientale (1811) e il Palazzo Reale, sull'area del Castello Sforzesco. Altri suoi progetti: un ponte sul Ticino (1810 circa) e un monumento-caserma sul Moncenisio (1813), voluto da Napoleone I. 
Pistocchi morì nella sua città natale, a Faenza, e ora riposa nel Duomo.

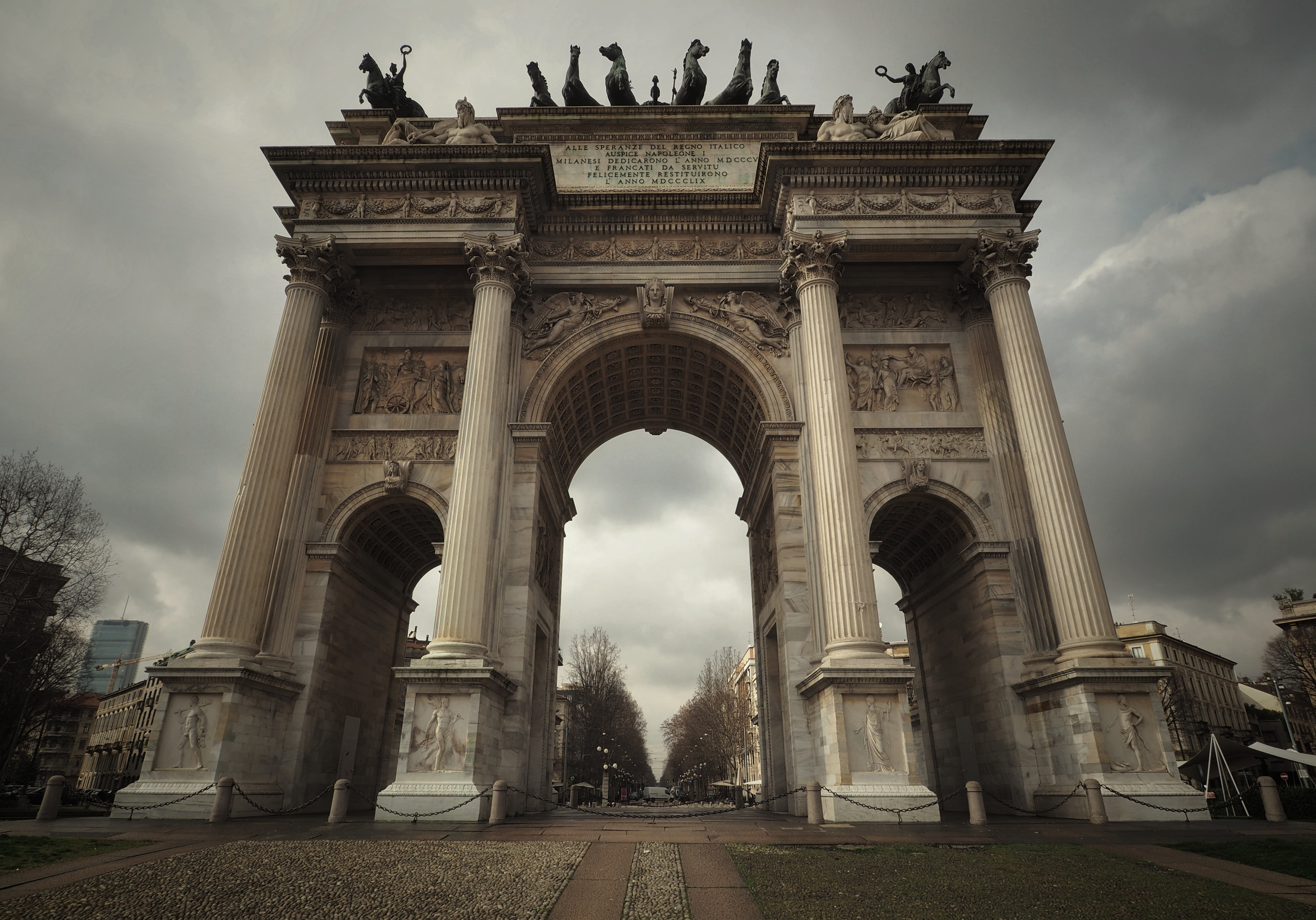
Porta Sempione a Milano

### Cronologia delle opere
- 1781: disegna il nuovo Seminario di Faenza.
- 1785: completa la Galleria, chiamata dei Cento Pacifici.
- 1786: termina i Palazzi Rossi, Gessi e Conti.
- 1787: restaura Palazzo Pasolini Dall'Onda.
- 1790: partecipa al concorso per il teatro La Fenice di Venezia, completa il convento di San Filippo a Faenza e restaura la rocca di San Leo.
- 1795: lavora a Palazzo Milzetti.
- 1796-1802: lavora al canale Naviglio che collega Faenza al fiume Reno
- 1798-1809: disegna la piazza di fronte al Duomo di Milano.
- 1799: disegna l'Ospedale Civile di Cesena e un gigantesco arco trionfale.
- 1800: disegna una colonna per celebrare la battaglia di Marengo.
- 1806-1807: disegna il Cimitero comunale di Faenza.
- 1805-1810: disegna piani di ricostruzione del castello di Imola.

### Opere a stampa
- Ospedale civile architettura del cavaliere Giuseppe Pistocchi, Faenza, presso Ludovico Genestri, 1790 circa, SBN RAVE064968.

### Esposizioni di opere
- 1974, Pistocchi 1744-1814, architetto giacobino, Faenza, Palazzo delle Esposizioni[1]
- 1979, L'età neoclassica a Faenza, 1780-1820, Faenza, Palazzo Milzetti - Bologna[2]
- 1990, L'Italia nella Rivoluzione 1789 1799, Roma, Biblioteca Nazionale Centrale[3]